# Jadwiga i Jagiełło
Jadwiga i Jagiełło – trzytomowe dzieło historyczno-biograficzne autorstwa Karola Szajnochy wydane w latach 1855-1856 w wydawnictwie Karola Wilda we Lwowie poświęcone postaciom Władysława Jagiełły i Jadwigi Andegaweńskiej. Drugie wydanie miało miejsce w czterech tomach w tym samym wydawnictwie w 1861 i było uznawane przez autora za jedynie słuszne.
Epoką rządów Jagiełły i Jadwigi Szajnocha interesował się już od młodych lat. Prace przygotowawcze do napisania dzieła autor rozpoczął od 1844 i były to przygotowania bardzo staranne. Dokumenty bibliograficzne zgromadzone w Bibliotece Polskiej Akademii Nauk w Krakowie zawierają 5602 wypisy z różnych źródeł oraz wymieniają 180 pozycji archiwalnych i drukowanych, z których wypisy te zaczerpnięto.
Julian Bartoszewicz określił pracę jako najcelniejsze i największe dzieło Szajnochy. Teofil Lenartowicz napisał: wieszcz tylko, i to na miarę starożytnych, podobne rzeczy pisać może i stawiał Szajnochę wyżej niż Augustyna Thierry'ego. Władysław Zawadzki uważał, że na polu historii Szajnocha uczynił tyle, co Józef Ignacy Kraszewski na polu literatury. Z kolei Wacław Aleksander Maciejowski uznał książkę nie za dzieło nauki, lecz za piękną obrazowo historyczną powieść. Stefan Maria Kuczyński w swojej analizie zawartej we wstępie do wydania z 1974 wytknął pracy kilkanaście błędów, nie dyskwalifikujących jednak jej wartości, m.in. mylnie wyliczony wiek Jadwigi, zbyt barbarzyński wizerunek Jagiełły podszyty uprzedzeniem autora do tego króla, czy inne detale dotyczące np. księcia Witolda, Wilhelma Habsburga, czy Chrztu Litwy.
Dzieło uzyskało dużą popularność i było powszechnie czytane w polskich domach w stopniu zbliżonym do późniejszej Trylogii. Stało się natchnieniem dla uczestników manifestacji w Horodle przed powstaniem styczniowym. Czytano je nie tylko na ziemiach polskich, ale też w kręgach emigracyjnych we Francji i Belgii, na uniwersytetach w Rosji oraz we Wrocławiu. Drugie wydanie przełożono na język rosyjski.